# OpenWindows
Open Windows — віконне середовище для робочих станцій Sun Microsystems, яка підтримувала протоколи SunView, NeWS і X Window System, і нагадувала за виглядом Windows 3.1. OpenWindows включалася в пізні версії операційної системи SunOS та Solaris до тих пір, поки не була замінена на CDE і GNOME 2.0 в Solaris 9.